# Acontista
Acontista é um género da família Acanthopidae.

## Espécies
- Acontista amazonica
- Acontista amoenula
- Acontista brevipennis
- Acontista cayennensis
- Acontista championi
- Acontista chopardi
- Acontista concinna
- Acontista cordillerae
- Acontista cubana
- Acontista ecuadorica
- Acontista eximia
- Acontista festae
- Acontista fraterna
- Acontista inquinata
- Acontista iriodes
- Acontista maroniensis
- Acontista mexicana
- Acontista minima
- Acontista multicolor
- Acontista piracicabensis
- Acontista quadrimaculata
- Acontista rehni
- Acontista semirufa
- Acontista travassosi
- Acontista vitrea